# Anna-Frisopolder
De Anna-Frisopolder was een polder en een waterschap in de gemeente Wissenkerke op Noord-Beveland, in de Nederlandse provincie Zeeland.
In 1743 kreeg de Ambachtsheer van Campens-Nieuwland, Geersdijk en Wissenkerke en Orizand het octrooi voor de bedijking van enkele schorren. In 1747 was de bedijking een feit. De polder is genoemd naar prins Willem IV, die in 1747 erfstadhouder werd en zijn echtgenote prinses Anna.
Op 20 juli 1878 werd de polder calamiteus verklaard. Het beheer van de zeedijken ging over op het waterschap Waterkering van de calamiteuze Anna Frisopolder.
Op 1 februari 1953 overstroomde de polder. De polder viel op 20 maart weer droog.